# Igreja de São Lázaro e São Roque
A Igreja São Lázaro e São Roque é um templo católico brasileiro construído no século XVIII. A igreja está localizada na cidade de Salvador, no estado da Bahia. É um patrimônio cultural estadual, tombado pelo Instituto do Patrimônio Artístico e Cultural da Bahia (IPAC), na data de 5 de novembro de 2004, sob o processo de nº 009/1979.
Na Igreja São Lázaro e São Roque há o sincretismo entre o catolicismo e o candomblé. Onde os católicos homenageiam os santos Lázaro e Roque, e os adeptos do candomblé fazem homenagem aos orixás Omulu e Obaluaê.

## História
Os africanos escravizados, que estavam isolados em um abrigo para os que contraíram a lepra, no ano de 1573, construíram um local, próximo ao abrigo, para se conectar com Omulu e Obaluaê, orixás das doenças, da cura, da vida e dos mortos.
Em 2 de Outubro de 1734, a propriedade da capela passou a ser do senhor Jorge Fernandes da Rocha e dona Francisca Xavier, sua esposa. O registro histórico mais antigo é de 1737. No dia no dia 27 de março de 1762, o governador Rodrigo José de Menezes e Castro concedeu recursos para a construção de um pequeno lazareto junto à capela. Em 27 de agosto de 1787, o lazareto foi transferido para a Quinta do Tanque.

## Arquitetura
A Igreja de São Lázaro e São Roque é uma edificação de estilo românico, assemelha-se à uma capela rural. Foi construída com nave única e simples, uma capela-mor e arco-cruzeiro. A cobertura foi construída em duas águas. O frontispício possui um frontão, uma porta e duas janelas na altura do coro, e todos os vãos são em vergas retas. Mais recentemente foi construído um adro com coruchéus, uma escadaria que dá acesso ao adro e dependências nos fundos da edificação.
Na capela-mor, o altar é dedicado a São Lázaro e nas capelas laterais, de um lado é dedicado a São Roque e do outro lado à Nossa Senhora do Perpétuo Socorro. Na igreja foi construída a Capela dos Milagres, uma sala dedicada aos ex-votos feitos de parafina com referência à parte do corpo que a cura foi recebida, mas fiéis também deixam fotos, roupas e cartas.

## Festividades
A Igreja São Lázaro e São Roque celebra três festas: de São Lázaro, de São Roque e de São Benedito. Anualmente, no último domingo de janeiro ocorre comemoração a São Lázaro, primeiro padroeiro da igreja, onde os católicos realizam uma missa, tríduo e procissão dedicado a São Lázaro. E os praticantes do candomblé, em homenagem a Omulu, lavam as escadarias da igreja, acendem velas e dão banho de pipoca e no dia 16 de agosto, ocorre comemoração a São Roque, segundo padroeiro da igreja, onde os católicos realizam uma missa, tríduo e procissão dedicado a São Roque. E os praticantes do candomblé, em homenagem a Obaluaê, lavam as escadarias da igreja, acendem velas e dão banho de pipoca. Na última segunda-feira de novembro, é celebrada a festa de São Benedito.